# (2902) Westerlund
(2902) Westerlund és un asteroide que pertany al cinturó d'asteroides, descobert el 16 de març de 1980 per Claes-Ingvar Lagerkvist des de l'Observatori de la Silla, a Xile.
Designat provisionalment com 1980 FN3. Va ser nomenat Westerlund en honor de l'astrònom suec Bengt Westerlund.